# Ђорђо Паризи
Ђорђо Париси (Рим, 4. август 1948) италијански је теоријски физичар, чија су истраживања била усмјерена ка квантној теорији поља, статистичкој механици и сложеним системима. Његов најпознатији допринос су еволуционе једначине за густине партона у квантној хромодинамици, које је извео уз помоћ Гвида Алтарелија, познате као Алтарели-Паризијеве или ДГЛАП једначине, тачно рјешење Шерингтон-Киркпатриковог модела спин стакла, Кардар-Паризи-Занг динамичка једначина која описује скалирање растућих интерфејса и проучавање вртложних јата птица. Добио је Нобелову награду за физику 2021. године, заједно са Клаусом Хаселманом и Сјукуром Манабеом за револуционарне доприносе теорији сложених система, посебно „за откриће узајамног дејства нереда и флуктуација у физичким системима од атомских до планетарних размјера“.

## Каријера
Ђорђо Паризи је дипломирао на римском универзитету Сапијенца 1970. године, под менторством Николе Кабиба. Био је истраживач у Националној лабораторији у Фраскату (1971—1981) и гостујући научник на Универзитету Колумбија (1973—1974), на француском институту Institut des Hautes Études Scientifiques (1976—1977) и Вишој нормалној школи (1977—1977). 
Од 1981. до 1992. био је редовни професор теоријске физике на римском универзитету Тор Вергата, а тренутно је професор квантне теорије на Универзитету Сапијенца у Риму. Члан је Симонсове колаборације „Проблем пуцања стакла”.

## Одабране публикације
- Parisi, Giorgio (1988). Statistical Field Theory. Addison Wesley. ISBN 978-0201059854.
- Mézard, Marc; Giorgio Parisi; Miguel Angel Virasoro (1987). Spin glass theory and beyond. Singapore: World Scientific. ISBN 978-9971501150.
- Parisi, Giorgio (2006). La chiave, la luce, l'ubriaco. Roma: Di Renzo Editore. ISBN 978-8883231490.
- Parisi, Giorgio; Auletta Gennaro; Fortunato Mauro (2009). Quantum Mechanics. Cambridge University Press. ISBN 978-0521869638.
- Parisi, Giorgio; Urbani Pierfrancesco; Zamponi Francesco (2020). Theory of Simple Glasses. Cambridge University Press. ISBN 978-1108120494.